# Storia generale dei pirati
La Storia generale dei pirati (A General History of the Robberies and Murders of the Most Notorious Pyrates) del capitano Charles Johnson, pubblicata per la prima volta a Londra nel 1724, presenta le vite dei pirati più celebri del tempo, alternando fatti storici e particolari di pura finzione.
L'opera ebbe grandissimo successo e fu subito riproposta in altre tre edizioni. L'ultima di queste fu pubblicata nel 1726, con l'aggiunta di un volume che include le biografie di altri dodici personaggi. Il successo del saggio anche in epoca recente è da attribuire sia al tema trattato, con la presenza di immagini di pirati e piratesse da poco catturati e giustiziati, sia al mistero celato dietro il nome dell'autore, per molto tempo creduto uno pseudonimo di Daniel Defoe.

## Contenuto
È questo il primo libro che affronta e descrive il mondo dei pirati e dei filibustieri.
Viene anzitutto illustrata la differenza tra corsari, bucanieri e filibustieri, nonché il significato della 
Jolly Roger, la tradizionale bandiera nera dei pirati, con le sue varianti e simbologie.
Viene quindi descritta ampiamente la vita dei pirati, partendo dall'annessione alla ciurma e arrivando alle modalità delle loro morti, che avvenivano solitamente attraverso la violenza.
Diventavano pirati spesso forzatamente: dopo la cattura della nave i marinai venivano obbligati a unirsi ai nemici, e molti di essi aderivano con entusiasmo, nel lasciare una vita altrettanto pericolosa e dura ma anche meno redditizia.
Viene inoltre illustrato come la pirateria vivesse secondo leggi proprie:
le decisioni importanti venivano prese da tutto l'equipaggio per alzata di mano, il capitano stesso veniva eletto dalla ciurma e la sua condotta seguita e giudicata dal quartiermastro, un uomo della ciurma, che insieme ad essa poteva persino rimuoverlo dall'incarico.
Il capitano inoltre dava ordini solo in battaglia e riceveva la stessa quantità di bottino dei suoi uomini, con cui divideva peraltro anche il posto dove dormire.
I pirati erano solitamente canaglie di ogni tipo: delinquenti, evasi, perseguitati, disertori e contrabbandieri, ma erano anche ex capitani di navi mercantili, esperti o meno aiutanti in comando, ex corsari e nobili che si convertivano alla pirateria per sete d'avventura.
Uniti nel loro sogno di libertà e nel comune ideale di vita che prevedeva una ricchezza facile e veloce da sperperare poi altrettanto rapidamente, si ritenevano, più che meri delinquenti, oppressi ribellatisi alla corruzione dei governatori del Nuovo Mondo, con i quali però compivano grandi affari, ottenendo l'omertà.
Per poter attuare queste idee, depredavano, catturavano o affondavano ogni nave mercantile avvistata.
Il loro sogno era finire la carriera in Madagascar o in qualche isola vicino, a godersi le ricchezze, anche se i più di loro “hanno la carriera troncata di netto, da un salto improvviso nell'altro mondo”, come riporta l'autore.
Uno dei capitoli è dedicato alla Repubblica di Libertalia, creata intorno al 1700 nel nord del Madagascar, dove persone di ogni nazionalità si riunivano per praticare la pirateria ai danni delle navi schiaviste e contrabbandiere, praticando la fratellanza interrazziale e una sorta di democrazia parlamentare. Per la fine di questa repubblica non esistono spiegazioni storiche.

## Biografie dei pirati
Tutte queste notizie si deducono dalle biografie di 20 pirati, contemporanei all'autore, che ne descrive le origini, l'arruolamento, le imprese e le morti.
In queste biografie viene illustrato il mondo dei pirati sia attraverso la descrizione dei luoghi e delle popolazioni locali, sia attraverso aneddoti comici, curiosi ma anche romantici, come la vita parallela delle uniche due piratesse Anne Bonny e Mary Read.

Fu proprio questo libro a creare il mito del pirata come oggi lo conosciamo noi e al quale si sono ispirati scrittori come Robert Louis Stevenson e James Matthew Barrie, nonché sceneggiatori come quelli del successo cinematografico contemporaneo Pirati dei Caraibi.
Di seguito sono riportati i nomi dei pirati di cui l'autore narra le gesta:
- capitano Avery
- capitano Martel
- capitano Teach (Barbanera)
- maggiore Bonnet
- capitano England
- capitano Vane
- capitano Rackham
- Mary Read
- Anne Bonny
- capitano Davis
- capitano Robert
- capitano Anstis
- capitano Worley
- capitano Lowther
- capitano Low
- capitano Evans
- capitano Phillips
- capitano Spriggs
- capitano Gow
- capitano Kidd

## Storia dei pirati - Volume II
Vi è un secondo volume, sempre scritto dal capitano Charles Johnson, in cui vengono trattati altri pirati:
- capitano Misson
- capitano Bowen
- capitano Kidd
- capitano Tew
- capitano Halsey
- capitano White
- capitano Condent
- capitano Bellamy
- capitano Fly
- capitano Howard
- capitano Lewis
- capitano Cornelius
- capitano Williams
- capitano Burgess
- capitano North

## Edizioni
- Capitano Johnson, Storia generale dei pirati, traduzione di Matteo Ubezio, Cavallo di Ferro, Roma 2006, ISBN 978-88-790-7015-7.
- Capitano Johnson, Storia generale dei pirati, traduzione di Matteo Ubezio, Cavallo di Ferro, Roma 2012, ISBN 978-88-790-7103-1.
- Capitano Johnson, Storia generale dei pirati, traduzione di Flavio Carlini, vol. 1, Edizioni Haiku, 2019, ISBN 978-88-98149-42-1.
- Capitano Johnson, Storia generale dei pirati, traduzione di Flavio Carlini, vol. 2, Edizioni Haiku, 2019, ISBN 978-88-98149-48-3.
- Capitano Johnson, Storia generale dei pirati, traduzione di Flavio Carlini, vol. 3, Edizioni Haiku, 2020, ISBN 978-88-98149-54-4.
- Capitano Johnson, Storia generale dei pirati, traduzione di Flavio Carlini, vol. 4, Edizioni Haiku, 2021, ISBN 978-88-98149-58-2.
- Capitano Johnson, Storia generale dei pirati, traduzione di Flavio Carlini, vol. 5, Edizioni Haiku, 2022, ISBN 978-88-98149-67-4.
- Capitano Johnson, Storia generale dei pirati, traduzione di Andrea Comincini, Nutrimenti, 2022, ISBN 978-88-65949-36-8.